# Marsha K. Caddle
Marsha K. Caddle est une femme politique et économiste de la Barbade, membre du Parlement et ministre des Finances, des Affaires économiques et de l'Investissement,.

## Biographie
Caddle grandit à Haggatt Hall à Saint Michael, à la Barbade. Elle fréquente l'école primaire de Belmont puis le Harrison College. Elle étudie l'économie à l'Université Catholique Santo Domingo, puis poursuit ses études à l'université de l'Utah. Elle travaille dans le domaine de l'analyse et de la mesure de la pauvreté avec l'Initiative d'Oxford sur la pauvreté et le développement humain. En 2006, elle devient membre de l'Association internationale pour une économie féministe et du Groupe de travail international sur le genre, la macroéconomie et l'économie internationale.
Avant d'être élue parlementaire, Caddle occupe plusieurs postes dans le secteur du développement, notamment en tant que manager du programme de sécurité et de droits économiques du bureau du Fonds de développement des Nations unies pour le bureau caribéen d'ONU Femmes. Elle travaille ensuite comme gestionnaire de programme, pauvreté et sécurité économique avec le Programme des Nations Unies pour le développement (PNUD) et comme gestionnaire de stratégie de gouvernance pour la Banque de développement des Caraïbes.
Membre du Parti travailliste de la Barbade, Caddle est députée de la circonscription de St Michael South Central. Elle est élue pour la première fois au parlement le 26 mai 2018 aux élections générales de la Barbade, renversant le ministre du Tourisme de l'époque, Richard Sealy,. Elle est nommée ministre au sein du gouvernement de la première ministre Mia Mottley.

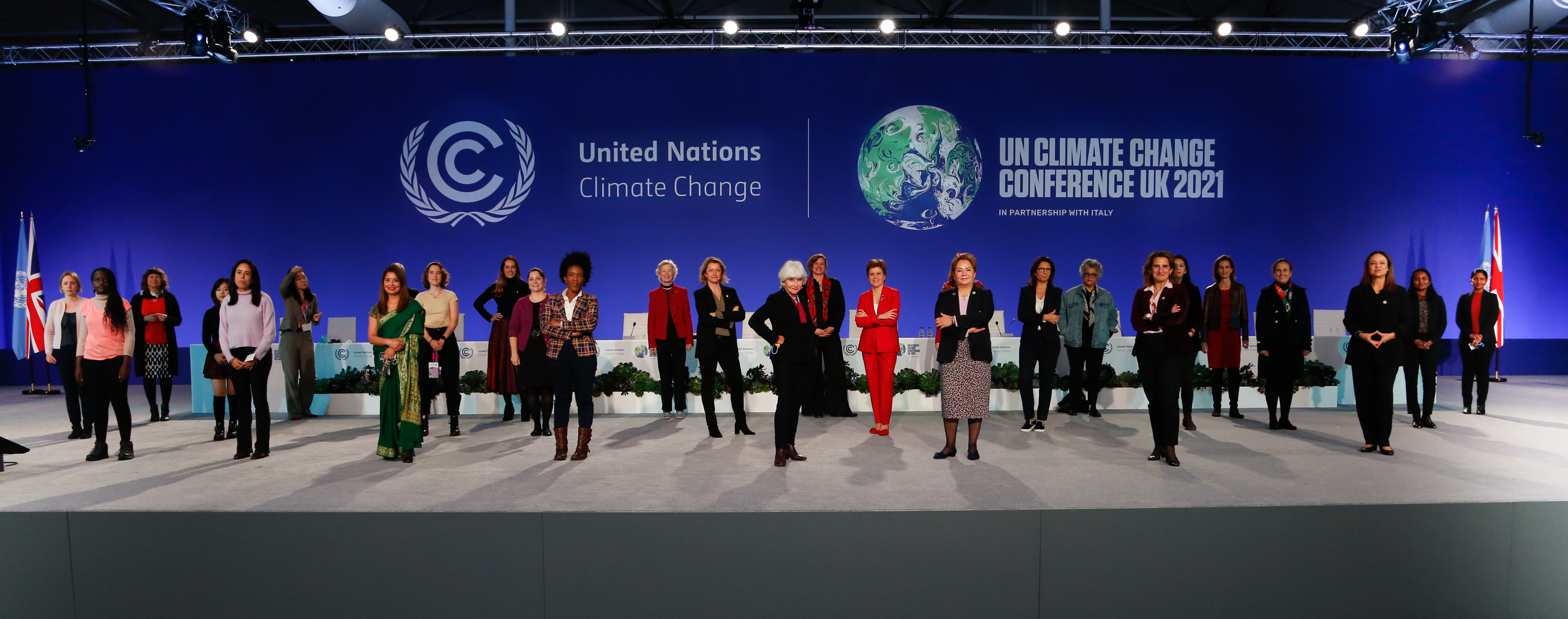
Femmes leaders mondiales à la COP26.

En 2021, Caddle dirige la délégation de la Barbade à la conférence de la COP 26, car son rôle ministériel porte sur la crise climatique et la finance climatique. Pour la Barbade, la hausse des températures entraîne de plus en plus d'intempéries, notamment des ouragans et des sécheresses. Elle est franche sur le fait que la cause principale de la dette des pays des Caraïbes est l'effet de la crise climatique.

## Vie privée
Caddle épouse Abdul Mohamed en juin 2021.